# 金福寺 (関市)
金福寺（きんぷくじ）は岐阜県関市上白金にある十一面観世音菩薩を本尊とする臨済宗妙心寺派の寺院で、山号は医王山。中濃八十八ヶ所霊場16番札所である。
天正年間に上有知清泰寺開山である大圭紹琢によって開かれた。もともとは現在地より北東の金竜小学校付近に建立されたが、慶長4年（1599年）に清泰寺2世鉄松玄固が現在地に移した。天明年間に火災により焼失。近代に入って鐘楼、書院、大師堂を設けた。現在の本堂と庫裏は昭和12年（1937年）に建立されたものである。